# Altair
Altair (α Orla (latinizirano v Alfa Orla, okrajšano Alfa Aql, α Aql), je najsvetlejša zvezda v ozvezdju Orla in dvanajsta najsvetlejša zvezda na nočnem nebu. Trenutno je v G-oblaku—blizu medzvezdnega oblaka, skupka plina in prahu. Altair je zvezda tipa A glavne veje z navidezno magnitudo 0,77 in je eno izmed oglišč asterizma Poletni trikotnik (ostali dve oglišči predstavljata Deneb in Vega). Od Sonca je oddaljena 16,7 svetlobnih let (5,13 parsekov) in je ena izmed najbližjih zvezd, ki jih lahko vidimo s prostim očesom.
Altair se vrti zelo hitro, saj je njegova hitrost na ekvatorju kar 286 km/s. To je dobršen delež hitrosti, pri kateri se zvezda raztrešči, 400 km/s. Študija s Palomar Testbed Interferometer je razkrila, da Altair ni sferičen, ampak je sploščen ob polih zaradi visoke hitrosti vrtenja. Ta fenomen so opazile tudi ostale interferometrične raziskave z več teleskopi, ki so delovali v infrardeči svetlobi. Tako je eliptična oblika podprta iz več virov.

## Fizikalne značilnosti
Skupaj z β Orla in γ Orla tvori Altair znano črto zvezd, ki jo včasih poimenujemo kot Orlova družina.
Altair je zvezda glavne veje tipa A z okoli 1,8-krat večjo maso od Sonca in 11-krat večjim izsevom. Altair se sunkovito obrača z rotacijsko periodo okoli 9 ur; za primerjavo: Sončev ekvator naredi en popolni obrat v malo več kot 25 dnevih. Zaradi hitrega vrtenja je Altair sferoiden (eliptičen); njegov ekvatorialni premer je za okoli 20 odstotkov večji od polarnega premera.
Satelitska opazovanja, ki so jih opravili leta 1999 z instrumentom Wide Field Infrared Explorer, so pokazali, da se svetlost Altaira rahlo spreminja za nekaj tisočin magnitude z veliko periodami, ki so manjše kot 2 uri. Tako so je leta 2005 identificirali kot spremenljivko tipa Delte Ščita. Njegova svetlobna krivulja se lahko dobro približa s seštevanjem nekaj sinusoid s periodami med 0,8 do 1,5 ur. Zvezda je šibek vir koronalnih radijskih žarkov. Najmočnejši viri se nahajajo okoli zvezdinega ekvatorja. Ta aktivnost je morda posledica konvekcijskih celic, ki se tvorijo na hladnejšem ekvatorju.

## Navidezni spremljevalci
Svetla primarna zvezda ima večzvezdno poimenovanje WDS 19508+0852A in ima tri temne navidezne spremljevalne zvezde, WDS 19508+0852B, C, in D. Komponenta B ni fizično blizu A, saj se nahaja le v približno isti smeri na nebu.
| Komponenta | Primarna | Rektascenzija (α) Enakonočje J2000.0 | Deklinacija (δ) Enakonočje J2000.0 | Epoha opazovanega razmaka | Kotna oddaljenost od primarne | Položajni kot (relativno na primarno) | Navidezna magnituda (V) | Sklic na bazo podatkov |
| ---------- | -------- | ------------------------------------ | ---------------------------------- | ------------------------- | ----------------------------- | ------------------------------------- | ----------------------- | ---------------------- |
| B          | A        | 19h 50m 40,5s                        | +08° 52′ 13″                       | 2007                      | 192,1″                        | 287°                                  | 9,82                    | SIMBAD                 |
| C          | A        | 19h 51m 00,8s                        | +08° 50′ 58″                       | 2007                      | 189,6″                        | 107°                                  | 10,3                    | SIMBAD                 |
| D          | A        |                                      |                                    | 2007                      | 31,7″                         | 97°                                   | 11,9                    |                        |